# Kuan muen ho
Kuan muen ho (tailandès กวน มึน โฮ), comercialitzada internacionalment com Hello Stranger, és una comèdia romàntica del 2010 tailandesa produïda per Banjong Pisanthanakun, protagonitzada per Chantavit Dhanasevi (ฉันทวิชช์ ธนะเสวี) i Nuengthida Sophon (หนึ่งธิดา โสภณ). Va ser la primera pel·lícula romàntica de Banjong, que es va inspirar en el llibre Song Ngao Nai Kao Li (สองเงาในเกาหลี) de Songkalot Bangyikhun (ทรงกลด บางยี่ขัน).

## Sinopsi
La pel·lícula retrata un jove tailandès i una dona que es troben per casualitat mentre estan de vacances a Corea del Sud. Decideixen fer una gira per Corea junts mantenint els seus noms en secret. La pel·lícula es va rodar a Corea i inclou diverses ubicacions que han aparegut en drames coreans que es van emetre a Tailàndia, com ara N Seoul Tower, Dongdaemun, Myeongdong, Cheonggyecheon, Namiseom, Parc Nacional de Seoraksan i Dae Jang-geum.
El repartiment, el director i el grup musical 25 Hours (tailandès ทเวนตีไฟฟ์อาวส์) van interpretar la cançó Nice Not to Know You (tailandès ีิิิจูู ไม่รู้จัก, Yin Di Thi Mai Ru Chak).

## Repartiment
- Chantavit Dhanasevi (ฉันทวิชช์ ธนะเสวี) com a jove amb l'àlies Dang (ด่าง)
- Nuengthida Sophon (หนึ่งธิดา โสภณ)com a noia amb l'àlies May (เมย์)
- Warattaya Nilkuha (วรัทยา นิลคูหา) com Goi (ก้อย) (xicota de Dang) (cameo)
- Nattapong Chartpong (ณัฏฐพงษ์ ชาติพงศ์) com a amic de Dang (cameo)
- MacKenzie Mills com l'estranger
- Pongsatorn Jongwilak (พงศธร จงวิลาส) com Puek (เผือก) (amic de Dang) (cameo)
- Rossukon Kongket (รสสุคนธ์ กองเกตุ) com a guia turístic

## Producció

### Cançons temàtiques
La cançó Nice Not to Know You va ser interpretada per 25 Hours. El títol de la cançó és una reproducció de la frase introductòria tailandesa de "Yin Dee Tee Dai Roo Juk", que significa "Encantat de conèixer-te", a "Yin Dee Tee Mai Roo Juk", que significa "Encantat de no conèixer-te". El seu vídeo musical, dirigit per Nithiwat Tharathorn, està protagonitzat pels actors Chantavit i Nuengthida. Nuengthida també canta el tema Love Doesn't Need Time (tailandès รักไม่ต้องการเวลา, Ruk Mai Tong Gan We La), originalment per Klear (tailandès เคลียร์).

## Premis
Kuan muen ho es va estrenar internacionalment el 2011 (6è) Festival de Cinema Asiàtic d'Osaka i va guanyar 2 premis del festival, inclòs "Premi al talent més prometedor" per al director, Banjong Pisanthanakun i "Premi ABC" o Asahi Broadcasting Corporation Award, que és un guardó de patrocinador atorgat a la pel·lícula més entretinguda entre les pel·lícules de la Competició. Banjong i Chantavit van representar tots els repartiments i equips del festival.
La pel·lícula també es va projectar al Festival Internacional de Cinema de Xangai de 2011 i l'actor principal, Chantavit Dhanasevi, es va convertir en un dels 10 actors que van rebre el "Premi Star Hunter".

## Recepció
Hello Stranger va tenir èxit comercial. Després de la seva estrena el 19 d'agost de 2010, la pel·lícula va guanyar 130 milions de ฿ a Tailàndia i es va convertir en una de les pel·lícules amb més èxit de GTH (en aquell moment). La pel·lícula també es va projectar a diversos països asiàtics com Vietnam, Malàisia, Singapur, Indonèsia, Filipines, Xina i Taiwan.